# California State Polytechnic University, Pomona

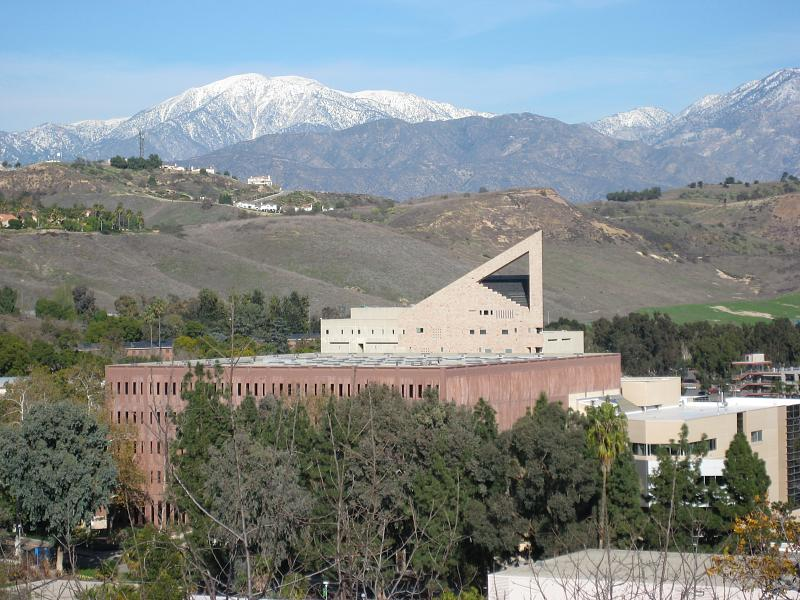
Univerzitní kampus v Pomoně

California State Polytechnic University, Pomona (často nazývána jako Cal Poly Pomona) je veřejná vysoká škola ve městě Pomona v americkém státě Kalifornie. Univerzita byla založena 1938. Cal Poly patří ke kalifornskému systému vysokých škol California State University a těší se hlavně v oborech architektura, zemědělství a inženýrství dobrému zvuku v USA. V současnosti je na škole zapsáno přes 21 000 studentů.

## Sport
Sportovní týmy školy se nazývají Broncos.